# Blountsville (Alabama)
Blountsville – miasto w Stanach Zjednoczonych, w stanie Alabama, w hrabstwie Blount. W roku 2023 miasto zamieszkiwało 1818 osób, a gęstość zaludnienia wynosiła 128 osób/km².